# Albert Wendt
Albert Tuaopepe Wendt (* 27. října 1939 Apia) je samojský spisovatel, pedagog a kulturní pracovník.
Je polynéského a německého původu. Vystudoval historii na Victoria University of Wellington, diplomovou práci napsal o povstání Mau, k němuž došlo na Samoi v roce 1929. Po návratu do vlasti byl v letech 1969 až 1973 ředitelem Samoa College, poté přednášel na University of the South Pacific, University of Auckland a Havajské univerzitě. Píše prózu, poezii i literárněteoretické práce, spolupracoval s časopisem Mana, uspořádal tři antologie literatury z oblasti jižního Pacifiku, je také uznávaným ilustrátorem. Česky vyšel jeho román Velká tma Pouliuli (Odeon 1984, přeložil Luboš Kropáček), pojednávající o starém vesnickém náčelníkovi, který se obtížně vyrovnává s moderním způsobem života.

## Vyznamenání a ocenění
Obdržel Ockham New Zealand Book Awards (1980), Řád za zásluhy Nového Zélandu (2001), Arts Pasifika Awards (2003) a Order of New Zealand (3. června 2013). Novozélandská režisérka Shirley Horrocksová o něm natočila dokumentární film The New Oceania (2005).

## Dílo
- Comes the Revolution (1972)
- The Contract (1972)
- Sons for the Return Home (1973)
- Flying Fox in a Freedom Tree: And Other Stories (1974)
- Inside Us the Dead. Poems 1961 to 1974
- Pouliuli (1977)
- Leaves of the Banyan Tree (1979)
- Shaman of Visions (1984)
- The Birth and Death of the Miracle Man (1986)
- Ola (1991)
- Black Rainbow (1992)
- Photographs (1995)
- The Best of Albert Wendt's Short Stories (1999)
- The Book of the Black Star (2002)
- The Mango's Kiss: a Novel (2003)
- The Songmaker's Chair (2004)
- The Adventures of Vela (2009)
- Ancestry (2012)
- From Mānoa to a Ponsonby Garden (2012)
- Out of the Vaipe, The Deadwater: A Writer's Early Life (2015)
- Breaking Connections (2015)